# Cnemidophorus serranus
Cnemidophorus serranus är en ödleart som beskrevs av  José Miguel Cei och MARTORI 1991. Cnemidophorus serranus ingår i släktet Cnemidophorus och familjen tejuödlor. Inga underarter finns listade i Catalogue of Life.